# 马林青
马林青（1961年2月—），男，汉族，河南尉氏人，中华人民共和国政治人物。毕业于中共中央党校经济学（经济管理）专业，在职研究生学历。

## 生平
早年在河南省开封地区第二师范文史专业学习。毕业后分配到河南省尉氏县大马公社中学担任教师。1981年8月参加工作。1984年8月加入中国共产党。历任尉氏县大马公社团委书记，团县委常委，公社管委会委员，尉氏县洧川乡副乡长，尉氏县洧川镇副镇长，尉氏县大营乡党委副书记、乡长，尉氏县蔡庄乡党委书记，开封县副县长、常务副县长、代理县长、县长，县委书记等职。2001年4月，调任信阳市副市长、党组成员。2006年12月，调任驻马店市委常委、秘书长。2008年9月，转任中共安阳市委常委、副市长候选人，市政府党组副书记。同年11月，担任安阳市委常委、常务副市长，市政府党组副书记。2012年4月，任中共安阳市委副书记、代理市长。同年5月正式当选安阳市人民政府市长。2013年担任全国人大代表。
2015年11月转任河南省工商行政管理局局长。